# Залесье (Монастырисская городская община)
Залесье (укр. Залісся) — село в Монастырисской городской общине Чортковского района Тернопольской области Украины.
До 2020 года входило в Монастырисский район.
Население по переписи 2001 года составляло 288 человек. Почтовый индекс — 48312. Телефонный код — 3555.